# Baryancistrus demantoides
Baryancistrus demantoides är en fiskart som beskrevs av Werneke, Sabaj Pérez, Lujan och Jonathan W. Armbruster 2005. Baryancistrus demantoides ingår i släktet Baryancistrus och familjen Loricariidae. Inga underarter finns listade.